# Redouane Chabaane
Redouane Chabaane, né le 18 décembre 1986, est un coureur cycliste algérien, champion d'Algérie en 2008.

## Biographie
Redouane Chabaane se fait connaître en remportant en juin 2007 le championnat d'Algérie du contre la montre. Quelques mois plus tard, il termine sur le podium du Tour des aéroports, disputé en Tunisie. En 2008, il termine quatrième du Grand Prix de la ville de Tunis, mais ne parvient pas à conserver son titre de champion d'Algérie du contre la montre, qu'il cède à Azzedine Lagab. Deux jours plus tard, il remporte le championnat d'Algérie en ligne devant Lagab. Chabaane est sélectionné pour représenter l'Algérie en fin de saison au championnat du monde espoirs, puis aux championnats d'Afrique de cyclisme à Casablanca, où il obtient la neuvième place.
En 2013, il met un terme à sa carrière de cycliste.

## Palmarès
- 2007
  -  Champion d'Algérie du contre-la-montre
  - 3e du Tour des aéroports
- 2008
  -  Champion d'Algérie sur route
- 2009
  - Tour de Tipasa :
    - Classement général[1]
    - 3e étape[2]
- 2010
  - Tour de Tipasa[3]
- 2011
  - 3e du Circuit d'Alger
- 2012
  - 3e du championnat d'Algérie du contre-la-montre

## Classements mondiaux
| Année           | 2008 | 2009 |
| --------------- | ---- | ---- |
| UCI Africa Tour | 24e  | 96e  |